# Deperetellidae
Os Deperetelídeos (Deperetellidae) foram uma família de Perissodáctilos extintos, que podem ser descritos simplisticamente como parentes remotos e primitivos dos Tapirídeos.

## Classificação
- Gênero Deperetella Matthew e Granger, 1925 (=Cristidentinus, Diplolophodon)
  - Deperetella cristata - Shara Murun, Nei Mongol, China
  - Deperetella khaitchinulensis Reshetov, 1979 - Khaychin, Mongólia
  - Deperetella similis (Zdansky, 1930) (=Diplolophodon similis) - China
  - Deperetella dienensis - Lumeyi Superior, China
- Gênero Teleolophus Matthew e Granger, 1925 (=Pachylophus)
  - Teleolophus beliajevi Biryukov, 1974
  - Teleolophus daviesi Dehm e Oettingen-Spielberg, 1958
  - Teleolophus medius Matthew e Granger, 1925 (=Deperetella ferganica) - Eoceno Inferior, Alay, Andarak 2, Cazaquistão.
  - Teleolophus magnus Radinsky, 1965 - Eoceno Superior, Ulan Gochu, Nei Mongol, China
- Gênero Bahinolophus Tsubamoto et al., 2005
  - Bahinolophus birmanicus (Pilgrim, 1925) - Eoceno Superior, Pondaung, Myanmar
- Gênero Irdinolophus Dashzeveg e Hooker, 1997
  - Irdinolophus mongoliensis (Osborn, 1923)